# Турське графство
Турське графство (фр. Comté de Tours) — середньовічне феодальне володіння Франкського, а згодом Французького королівств зі столицею в місті Тур, що вперше згадується у VI столітті. Територія графства розташовувалась на південному заході Паризької западини, частково в долині Луари і приблизно відповідала пізнішій історичній провінції Турень та сучасному французькому департаменту Ендр і Луара.
Турське графство було засноване франками після завоювання цих вестготських територій королем Хлодвігом біля 500 року, з IX століття довгий час контролювалось графами сусідніх Блуа та Анжу, які часто були могутнішіми за королів з династії Капетингів. З 1044 року під правлінням династії Платагенетів, які з 1154 року стали також королями Англії. В 1204 році Філіпп II Август переміг в протистоянні з Плантагенетами і Турське графство було включено напряму до Домену короля Франції. Після цього територія колишнього графства — Турень, перебувала в складі Анжуйського сенешальства.
В середині XIV століття на території колишнього Турського графства було утворене апанажного герцогство, що отримало назву Туренське герцогство (фр. Duché de Touraine).

## Історія регіону до утворення графства
Район Турені був заселений з часів палеоліту. Регіон отримав свою назву від племені Туронес або Туроні, але невідомо, чи Туронес були корінними жителями і спадкоємцями культури Гран-Пресіньї, чи вони іммігрували в цей регіон після кінця неоліту з Рейнської області.

### У складі римської Галлії
Туронес були підкорени легіонами Марка Ліцинія Красса, полководцем Цезаря. Однак влада Риму була нестійкою, оскільки заворушення тривали аж до падіння Римської імперії. На місці стародавніх галльських опідумів були засновані міста за римським зразком: Caesarodunum (Тур), Juliomagus (Анже), Autricum (Шартр), Cenabum (Орлеан), Limonum (Пуатьє) або Avaricum (Бурж) тощо. Майбутній Тур стає столицею третього Лугдунської Галлії, дещо зменшеної імператорської провінції, що включала Бретань, Мен, Анжу та Турень.
В IV столітті християнський чернець Мартин Турський заснував Мармутьєрське абатство і став єпископом Тура. Віднайдення мощей Мартина турським єпископом Перпетуусом близько 450 року призвело до появи паломництва святого Мартина, яке привернуло до міста натовпи християнських паломників з Галлії. Поступово поряд зі старим містом Тур з'явився «Мартинополіс», який починає наповнюватись церквами та святими місцями. Дуже рано стали відомі лікарі, які працювали з монахами Мармутьє. Влада в Турені належала власникам великих галло-римських маєтків, включаючи місцевого єпископа.

### Завоювання франками
Приблизно в 500 році регіон Луари захопили франки Хлодвіга. Вони вели безперервну боротьбу з войовничими вестготами, які панували в Аквітанії і залишались аріанами. В цьому протистоянні туренці надали перевагу франкам-католикам перед аріанами вестготами і Турень стає землею франкської Нейстрії (на її кордоні з вестготською Аквітанією). Малоймовірно, що франки кількісно домінували в Турені, де, на відміну від регіонів на північ від Сени, було не багато німецьких поселенців. Тур, однак, залишається однією зі столиць Франкського королівства (Regnum francorum).
За часів Людовика Благочестивого, стара Галлія була адміністративно поділена на десять місатик Тур стає столицею Турського місатика (Missaticum Toronicum). Проте під тиском постійних нападів вікінгів, нащадки Каролінгів втрачали фактичну владу і більше не могли захищали транспортні шляхи країни від розбою. По Луарі та її притокам регулярно піднімаються окремі загони і цілі армії вікінгів з Північного моря, готові грабувати багаті міста і храми.

### Перше герцогство
Існування перших графів Турських засвідчено Григорієм Турським, єпископом цього міста (573—594), який написав універсальну історію світу і Церкви в 572 році. На той час Турень була герцогством (ducatus), що складалось з двох церковних провінцій (Пуатьє та Тур), включених до Regnum Francorum Меровінгів. Це єдина згадка про Туренське герцогство до його відновлення в XIV столітті.

## Історія графства

Тур в складі володінь Блуаського графства (~1030 р) (жовтим).

У центрі зароджуваної стратегії Капетингів Турень, ізольована у формі графства чи віконтства, вже не могла відстоювати свої інтереси. Турське графство стало здобиччю двох васальних аристократичних домів, яким було надано віконтство у володіннях Капетингів на Луарі, відповідно нижче і вище за течією. Проте сам Тур і особливо його святині залишадись перебувати під королівським сюзеренітетом. Ця достатня причина виправдовує втручання Капетингів після відновлення могутньої королівської влади у Франції за часів Філіпа II Августа.

### Під владою Блуаського дому
Графство постало в епоху Каролінгів при Людовику I Благочестивому (814—840). Ним керують графи, призначені і контролювані сувереном. Проте протягом IX століття влада каролінгських королів послабилася, і іграфи Тура стали майже автономними поки вони не сформували графську династію могутніх Робертинів, предків королів Капетингів.

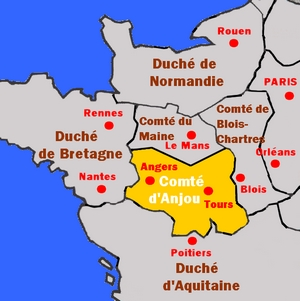
Турське графство анексоване Анжуйським графством (~1050 р).

У X столітті графство стало спадковим. У 941 році герцог франків Гуго Великий надав Турське графство свойому двоюрідному брату Тібо. Тібо I в 943 році після смерті свого батька Тібо Старшого успадкував Блуаське графство і став засновником Блуаського дому, а в 960 році захопив Шартрське графство. Тібо I також володів фортецями Шинон, Монтейгу, В'єрзон, Сансерр і Сомюр. Його сини та онуки Ед I та Ед II воювали проти графів Анжуйських, зокрема Фулке Нерра. Результат війни після тривалих непевних зіткнень був на користь Анжуйського дому і 1044 року Турське графство увійшло до складу володінь Інгельгерів, графів Анжуйських.
Під час боротьби Анжуйського та Блуаського дому за Турень, в регіоні було збудовано велику кількість замків. Тібо III Блуасський, син Евда II, відмовляється виказати повагу королю Франції Генріху I. Обурений, останній, який не має жодних засобів помститися за політичну образу, позбавляє Блуаський дім Туренського графства і віддає його своєму теоретичному васалу Жоффруа II Мартелю Анжуйському, синові Нерри, відповідальному за нього підкорити її. У 1043 році Жоффруа Мартел обложив Тур і розгромив підкріплення Блезуа. Капітуляція Тура відбувається після вісімнадцяти місяців облоги. У 1044 році Тібо передав Турень як лен графу Анжуйському. Жоффруа Мартел побудував замок на місці сучасного Турського замку (Шато де Тур).

Турень в Анжуйській імперії з 1044 (червоним), союзник Англії з 1154.

### Анжуйське графство
Ця графська династія розширила свої володіння за рахунок Менського графства і вмілою політикою «протекціонізму сюзеренітету» з сусідами, за рахунок влади королів Франції.

### Англійське Турське графство
Це походження могутнього князівства Плантагенетів, династії, яка стала королівською після вступу на престол Англії в 1154 році Генріха II Плантагенета, який уже був господарем герцогства Аквітанія через його шлюб зі своєю спадкоємицею Елеонорою (1152).

### Французьке відвоювання
В ході протистояння Французького та Англійського королівств, в 1204 році Турське графство було конфісковано Філіпом II Августом у 1204 році та стало провінцією Франції а також спадковим бальяжем. Після переможної для французів битви при Бувіні в 1214 році, за Шинонським договором король Англії Іоанн Безземельний відмовитися від своїх прав на це графство.
У 1312 році графство було підяте у свойому статусі до герцогства і стало тим, що під час Старого порядку було відомо як французька провінція Турень.

Французьке королівство в 1477 р. (синім).

## Виноски
1. ↑  Це ще не та провіція Турень, що існувала при Ancien Régime